# Kladruby, Benešov
Kladruby là một làng thuộc huyện Benešov, vùng Středočeský, Cộng hòa Séc.